# Lomtjärnen (Haverö socken, Medelpad, 691399-146124)
Lomtjärnen är en sjö i Ånge kommun i Medelpad och ingår i Ljungans huvudavrinningsområde.